# ميلتون روس
ميلتون روس (بالإنجليزية: Milton Ross)‏ هو ممثل أمريكي، ولد في 2 ديسمبر 1876 في الولايات المتحدة، وتوفي في 6 سبتمبر 1941 بلوس أنجلوس في الولايات المتحدة.

## وصلات خارجية
- ميلتون روس على موقع IMDb (الإنجليزية)
- ميلتون روس على موقع قاعدة بيانات الفيلم (الإنجليزية)